# 马萨伦戈
马萨伦戈（義大利語：Massalengo），是意大利洛迪省的一个市镇。总面积8平方公里，人口4141人，人口密度517.6人/平方公里（2009年）。ISTAT代码为098037。